# Città del Vicino Oriente antico
Le più grandi città del Vicino Oriente antico nell'età del bronzo avevano diverse decina di migliaia di abitanti. Menfi nell'antica età del bronzo con circa 30.000 abitanti era di gran lunga la più grande città del tempo. Ur nella media età del bronzo viene stimata di circa 65.000 abitanti; Babilonia nella tarda età del bronzo in modo simile aveva una popolazione di quasi 50–60.000, mentre Ninive pressappoco 20–30.000, raggiungendo i 100.000 abitanti soltanto nell'età del ferro (700 a.C. circa).
Il termine sumero per indicare una città o città stato era Uru, scritto con l'ideogramma cuneiforme URU 𒌷 .
In accadico e ortografia ittita, URU 𒌷 diventa un segno determinativo denotante una città, o combinata con KUR 𒆳 "terra" il regno o territorio controllato da una città, per es. 𒄡𒆳𒌷𒄩𒀜𒌅𒊭 Xsux Lugal KUR URUHa-at-ti "il re della nazione di (la città di) Hatti".

## Mesopotamia

### Mesopotamia inferiore
(ordinate da nord a sud)
- Eshnunna (Tell Asmar)
- Der (Tell Aqar at al-Badra)
- Sippar (Tell Abu Habbah)
- Kutha (Tell Ibrahim)
- Gemdet Nasr
- Kish (Tell Uheimir & Ingharra)
- Bab Ilu (Babylon)
- Borsippa (Birs Nimrud)
- Mashkan-shapir (Tell Abu Duwari)
- Dilbat (Tell ed-Duleim)
- Nippur (Afak)
- Marad (Tell Wannat es-Sadum)
- Adab (Tell Bismaya)
- Isin (Ishan al-Bahriyat)
- Kisurra (Tell Abu Hatab)
- Shuruppak (Tell Fara)
- Bad-tibira (probably Tell al-Madain)
- Zabala (Tell Ibzeikh)
- Umma (Tell Jokha)
- Ngirsu (Tello or Telloh)
- Lagash (Tell al-Hiba)
- Uruk (Warka)
- Larsa (Tell as-Senkereh)
- Ur (Tell al-Muqayyar)
- Kuara (Tell al-Lahm)
- Eridu (Tell Abu Shahrain)
- Tell al-'Ubaid
- Nabada (Tell Beydar)
- Hamazi
- Akshak
- Akkad

### Mesopotamia superiore
(ordinate da nord a sud)
- Monte Nemrut (Nemrut Dagi)
- Urfa
- Grotta Shanidar
- Urkesh (Tell Mozan)
- Shekhna (Tell Leilan)
- Tell Arbid
- Haran
- Chagar Bazar
- Washukanni (Tell el Fakhariya)
- Urshum
- Karkemiš (Djerabis)
- Nemrik
- Tell al-Hawa
- Yarim Tepe
- Nagar (Tell Brak)
- Telul eth-Thalathat
- Tepe Gawra
- Tell Arpachiyah (Tepe Reshwa)
- Shibaniba (Tell Billa)
- Tarbisu (Sherif Khan)
- Ninua (Niniveh)
- Qatara o Karana (Tell al-Rimah)
- Tell Hamoukar
- Dur Sharrukin (Khorsabad)
- Arbil (Qalinj Agha)
- Tell Taya
- Tell Hassuna
- Imgur-Enlil (Balawat)
- Tell es-Sweyhat
- Nimrud (Kalhu)
- Emar (Tell Meskene)
- Dur Katlimmu (Tell Sheikh Hamad)
- Palegawra cave
- Qal'at Jarmo
- Arrapha (Kirkuk)
- Ashur (Qalat Sherqat)
- Nuzi (Gasur, Yorghan Tepe)
- Kar-Tukulti-Ninurta (Tulul el-Aqar)
- Gerd-i Resh
- Tell al-Fakhar
- Terqa (Tell Ashara)
- Doura Europos
- Mari (Tell Hariri)
- Haradum (Khirbet ed-Diniyeh)
- Tell es Sawwan
- Nerebtum or Kiti (Tell Ishchali)
- Tutub (Khafajah)
- Tell Agrab
- Dur-Kurigalzu (Aqar Quf)
- Shaduppum (Tell Harmal)
- Seleucia al Tigri
- Sippar-Amnanum (Tell ed-Der)
- Ctesifonte (Taq Kisra)
- Tell Uqair

## Zagros ed Elam
(ordinate da nord a sud)
- Hasanlu Tepe
- Zend-i Suleiman
- Takht-e Soleyman
- Ecbatana (Hamadan)
- Behistun
- Godin Tepe
- Tepe Siyalk
- Susa
- Kabnak (Haft Tepe)
- Dur Untash (Choqa Zanbil)
- Shahr-i-Sokhte
- Pasargade
- Naqsh-e Rustam
- Parsa (Persepolis)
- Tall-i Bakun
- Anshan (Tall-i Malyan o Tepe Malyan)
- Palazzo di Ciro vicino Charkhab Borazjan
- Firuzabad
- Konar Sandal
- Tepe Yahya

## Anatolia
(ordinate da nord a sud)
- Nicea
- Sapinuwa
- Yazılıkaya
- Ḫattuša

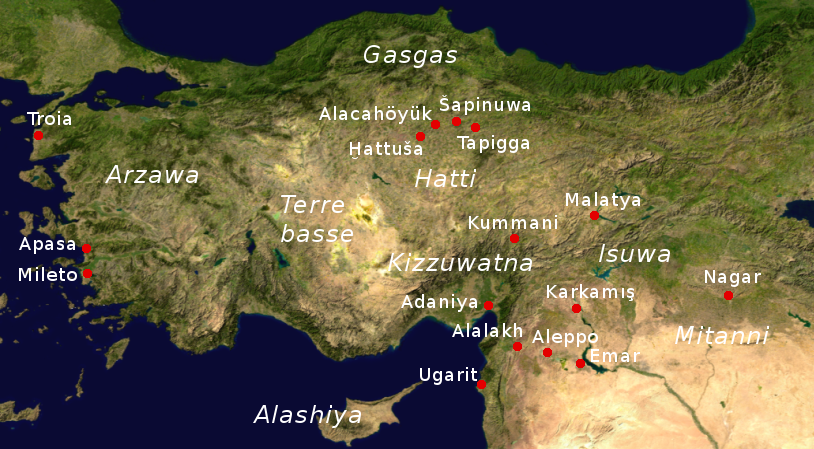

- Ilios (Wilusa, Ilion, Troas, Troia)
- Karum Kanesh (Nesa, Kültepe)
- Milid (Arslantepe, Malatya)
- Çayönü
- Sam'al (Zincirli Höyük)
- Çatalhöyük
- Kizzuwatna
- Adana
- Tarso
- Attalia (Antalya)

## Il Levante
- Acco (Acri)
- Aijalon (Aialon) [senza fonte]
- Alalah (Alalakh)
- Aleppo
- Aphek (Antipatris, Tell Afik)
- Aphek (Fiq) [senza fonte]
- Arad Rabbah (Tel Arad)
- Baalbek (Eliopoli)
- Beth Shean (Beth Shan)
- Betania (oltre il Giordano)
- Bezer
- Cafarnao
- Dan
- Damasco (Dimasqu, Dimashq)
- Dor (D-jr, Dora)
- Ebla (Tell Mardikh)
- En Gedi (Tell Goren)
- Geba / Gibeon
- Gerar
- Gerasa / Jarash
- Gezer
- Gibeah (Tell el-Ful?)
- Gilgal
- Hamath (Epiphania)
- Herodion (Herodium)
- Ijon [senza fonte]
- Jezreel
- Kadesh Barnea
- Kedesh
- Khaldeh
- Kir di Moab (Kerak)
- Kumidi (Kamid al Lawz)
- Micmash [senza fonte]
- Pisgah
- Qadesh
- Qatna (Tell Mishrifeh)
- Qumran
- Rabat Amon (Filadelfia)
- Samaria
- Shiloh
- Tadmor (Palmyra)
- Tamar [senza fonte]
- Tell el-Farah South
- Tell Tweini (Gibala?)
- Tirzah (Tell el-Farah North)
- Tunip
- Ugarit (Ras Shamra)
- Ya'Amun [senza fonte]

Canaan
- Adoraim (Adora, Dura)
- Ai
- Beersheba
- Bet Shemesh (casa di Shamash)
- Bet-el
- Gath
- Gerico (Tell es Sultan)
- Gerusalemme (Jebus)
- Hazor (Tel Hazor)
- Hebron
- Megiddo (Tel Megiddo)
- Shechem (Sychar, Neapolis, Nablus)
- Tall Zira'a

 Età calcolitica 
- Gilgal Refaim (Rujm el-Hiri)

Philistia
- Ashdod
- Ashkelon
- Gaza
- Sharuhen (Tell el-Ajjul)

Fenicia
- Gubla (Kepen, Byblos)
- Sidon
- Tyros (Tylos)

## Kush + Etiopia
- Kerma (Doukki Gel)
- Jebel Barkal
- Napata
- Meroë
- Aksum